# Cave Hill Cemetery

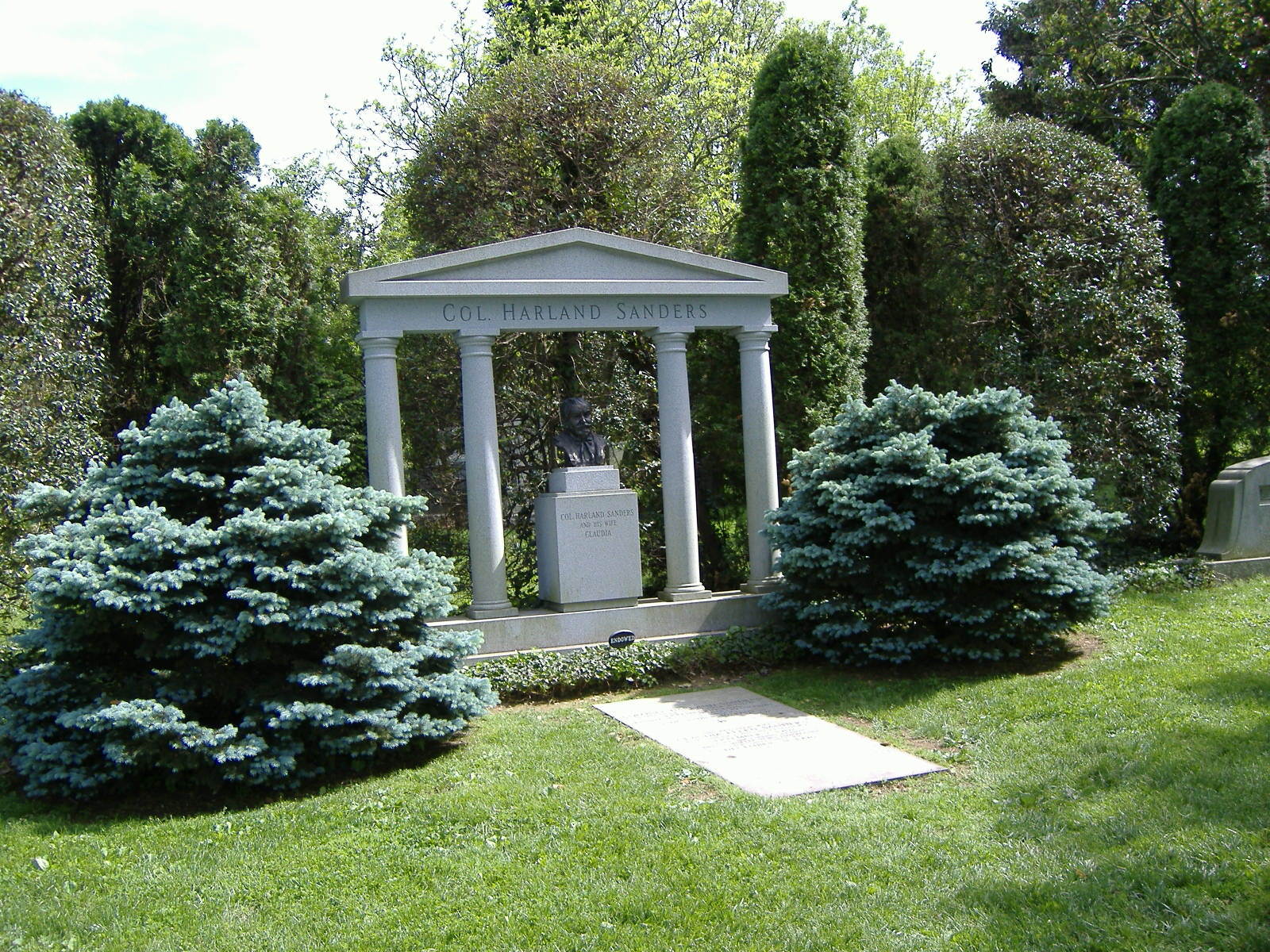
Colonel Sanders gravvård på Cave Hill Cemetery.

Cave Hill Cemetery är en begravningsplats från viktorianska tiden i Kentuckys största stad Louisville. Cave Hill är den största begravningsplatsen i Louisville både till yta och vad antalet gravar beträffar.
Cave Hill Cemetery grundades den 5 februari 1848 och planlades av ingenjören Edmund Francis Lee som drog nytta av terrängen och det bildsköna läget. Kentucky Fried Chickens grundare Harland D. Sanders (mer känd som Colonel Sanders), general George Rogers Clark och många av Louisvilles borgmästare med familjer har blivit gravsatta på Cave Hill.
Sex sektioner i begravningsplatsens nordvästra hörn kallas Cave Hill National Cemetery. Medan resten av begravningsplatsen är privat, lyder den nationella begravningsplatsen under National Park Service och ingår i National Register of Historic Places. Den nationella begravningsplatsen når man endast genom den privata delen av begravningsplatsen. Den är inte heller avskild från resten av Cave Hill Cemetery med portar eller stängsel. Den nationella delen fick sin början år 1861 under amerikanska inbördeskriget då den federala regeringen köpte en del av begravningsplatsen med tanke på nordstaternas hjältegravar.